# Grafton Street
Grafton Street (Sráid Grafton in irlandese) è una delle strade più note e animate di Dublino, in gran parte pedonalizzata e con molti negozi, ristoranti e Pub.
Si estende dal St. Stephen's Green a sud, fino ai giardini del Trinity College a nord.

## Storia
La strada, che deve il suo nome al duca di Grafton, possessore originario della terra in quell'area, non è altro che lo sviluppo di una precedente strada di campagna, operato nel 1708 dalla famiglia Dawson. Il nome di questa famiglia è ricordato dalla parallela Dawson Street.

## Buskers (cantanti di strada)
- Rodrigo y Gabriela, il duo chitarristico messicano
- Allie Sherlock[1], Mel Maryns[2] i due cantanti irlandesi.

## Letteratura e Musica
A Grafton Street è ambientata parte del libro:
- Francesco Memoli, Dal verde chiaro al verde scuro - Le conseguenze dell'Irlanda, Gagliano del Capo, Edizioni Miele, 2012,  p. 220, ISBN 978-88-6332-127-2.
- Grafton Street è menzionata nella canzone di Ed Sheeran " Galway Girl " nel suo album "Divide" del 2017.